# Oxyptilus
Oxyptilus är ett släkte av fjärilar som beskrevs av Philipp Christoph Zeller 1841. Oxyptilus ingår i familjen fjädermott.

## Bildgalleri

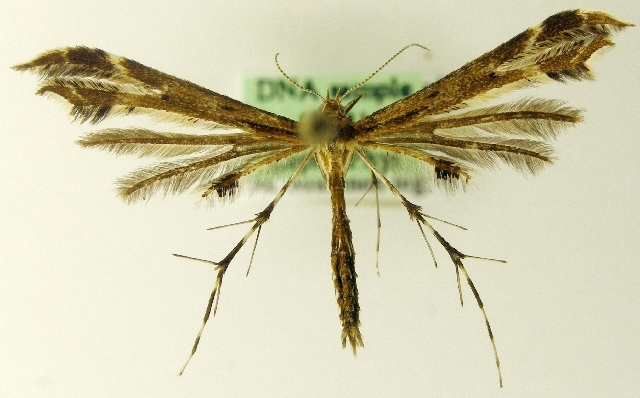
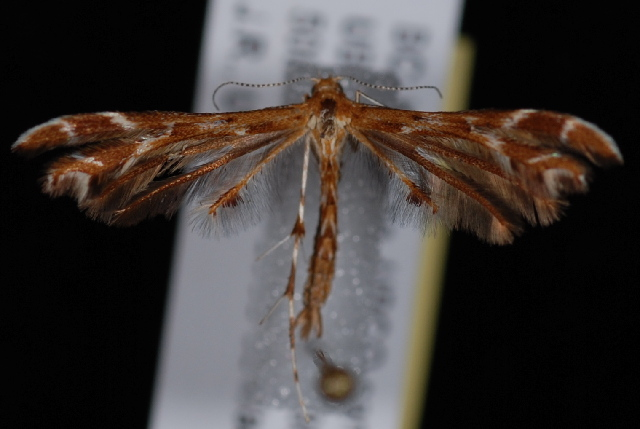
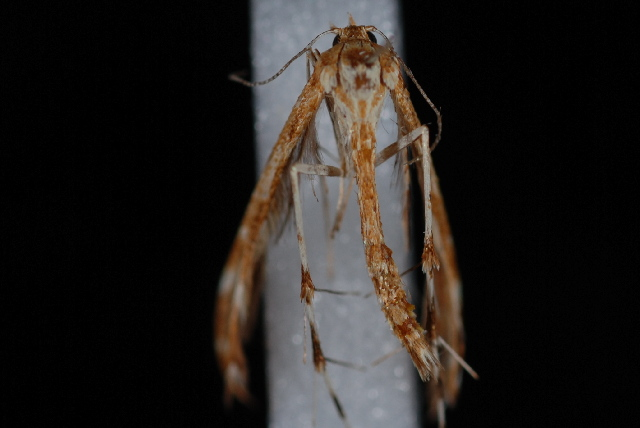
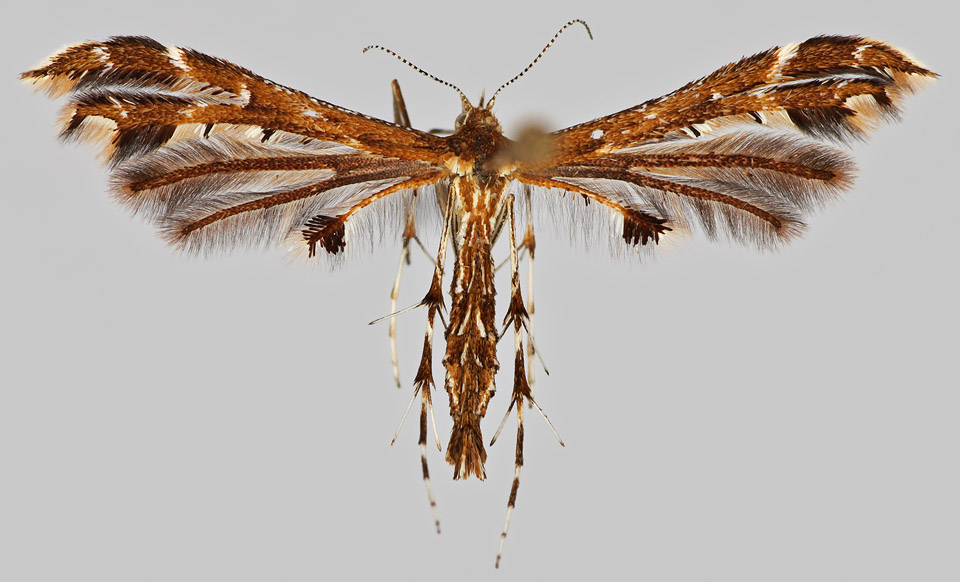

## Dottertaxa tillOxyptilus, i alfabetisk ordning[1][2]
- Oxyptilus aguessei
- Oxyptilus anthites
- Oxyptilus bohemanni
- Oxyptilus caryornis
- Oxyptilus catathectes
- Oxyptilus causodes
- Oxyptilus celebratus
- Oxyptilus chordites
- Oxyptilus chrysodactyla
- Oxyptilus cinctipedalis
- Oxyptilus clara
- Oxyptilus claraobsoleta
- Oxyptilus claravariegata
- Oxyptilus delawaricus
- Oxyptilus dentellus
- Oxyptilus epidectes
- Oxyptilus erebites
- Oxyptilus ericetorum
- Oxyptilus erythrodactylus
- Oxyptilus esuriensis
- Oxyptilus hemididactylus
- Oxyptilus hieracii
- Oxyptilus idonealis
- Oxyptilus indentatus
- Oxyptilus insomnis
- Oxyptilus intercisus
- Oxyptilus lactucae
- Oxyptilus languidus
- Oxyptilus major
- Oxyptilus maleficus
- Oxyptilus maroccanensis
- Oxyptilus microdactylus
- Oxyptilus minor
- Oxyptilus nanellus
- Oxyptilus neales
- Oxyptilus obscurus
- Oxyptilus obsoleta
- Oxyptilus orichalcias
- Oxyptilus parvidactyla
- Oxyptilus paupera
- Oxyptilus perunovi
- Oxyptilus pilosellae
- Oxyptilus praedator
- Oxyptilus regalis
- Oxyptilus regulus
- Oxyptilus scutifer
- Oxyptilus secutor
- Oxyptilus suffusa
- Oxyptilus tessmanni
- Oxyptilus wallacei
- Oxyptilus variegata
- Oxyptilus variegatus
- Oxyptilus vaughani
- Oxyptilus zonites